# All Saints
All Saints je treći po veličini grad u karipskoj otočnoj državi Antigva i Barbuda. Grad se nalazi u središnjem dijelu Antigve, 8 km sjeveroistočno od glavnog grada St. John'sa. U blizini All Saintsa se nalazi naselje Betty's Hope u kojem su u 17. stoljeću posađeni prvi veliki nasadi šećerne trske na Antigvi.
Grad All Saints ima 4.771 stanovnika a područje oko njega je poznato po proizvodnji tradicionalne keramike. Također, među gradske znamenitosti spada crkva sv. Ivana.